# Hyla meridionalis
Hyla meridionalis е вид жаба от семейство Дървесници (Hylidae). Видът не е застрашен от изчезване.

## Разпространение
Разпространен е в Алжир, Гибралтар, Испания (Балеарски острови и Канарски острови), Италия, Мароко, Монако, Португалия, Тунис и Франция.

## Описание
Популацията на вида е стабилна.